# Connor Ripley
Pour les articles homonymes, voir Ripley.
Connor Ripley, né le 13 février 1993 à Middlesbrough, est un footballeur anglais qui joue au poste de gardien.
Son père, Stuart Ripley, est un ancien footballeur professionnel.

## Biographie
Le 9 juillet 2016, il est prêté à Oldham Athletic.
Le 4 janvier 2018, il est prêté à Bury jusqu'à la fin de la saison.
Le 9 août il est prêté à Accrington Stanley.
Le 9 janvier 2019, il rejoint Preston North End.
Le 21 juin 2023, il rejoint Port Vale.